# Grafton (Utah)
Pour les articles homonymes, voir Grafton.

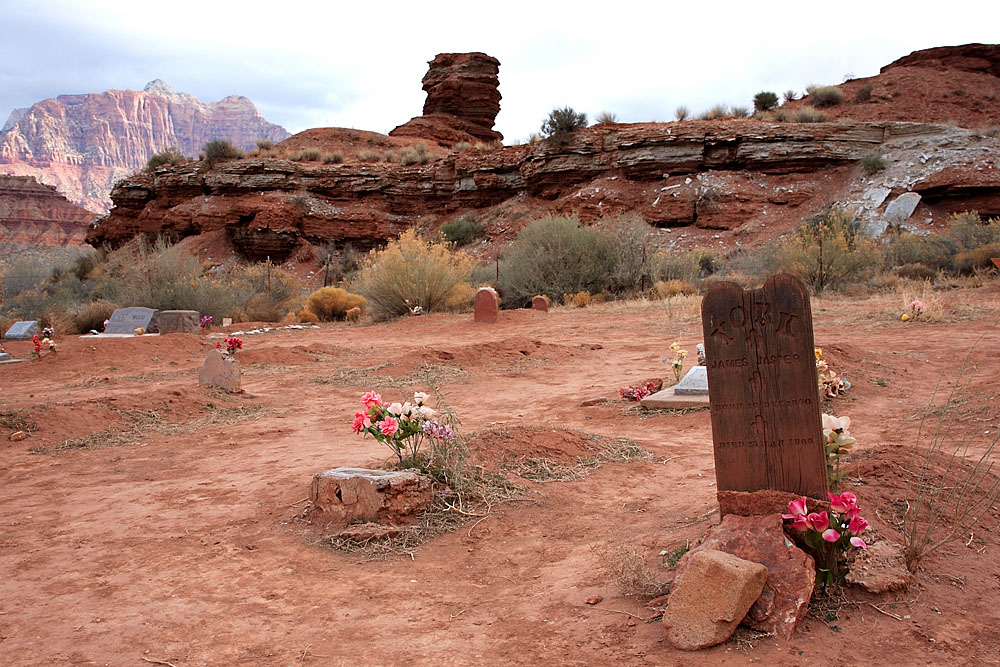
Cimetière de Grafton.

Grafton est une ville fantôme située juste au sud du parc national de Zion dans le comté de Washington, dans l'Utah au sud-ouest des États-Unis. La localité habitée la plus proche est Rockville. Située à proximité de la route menant au parc national de Zion, il s'agit d'une des villes fantômes les plus connues du pays. Elle est ainsi apparue dans plusieurs films dont In Old Arizona et Butch Cassidy and the Sundance Kid. 

## Histoire

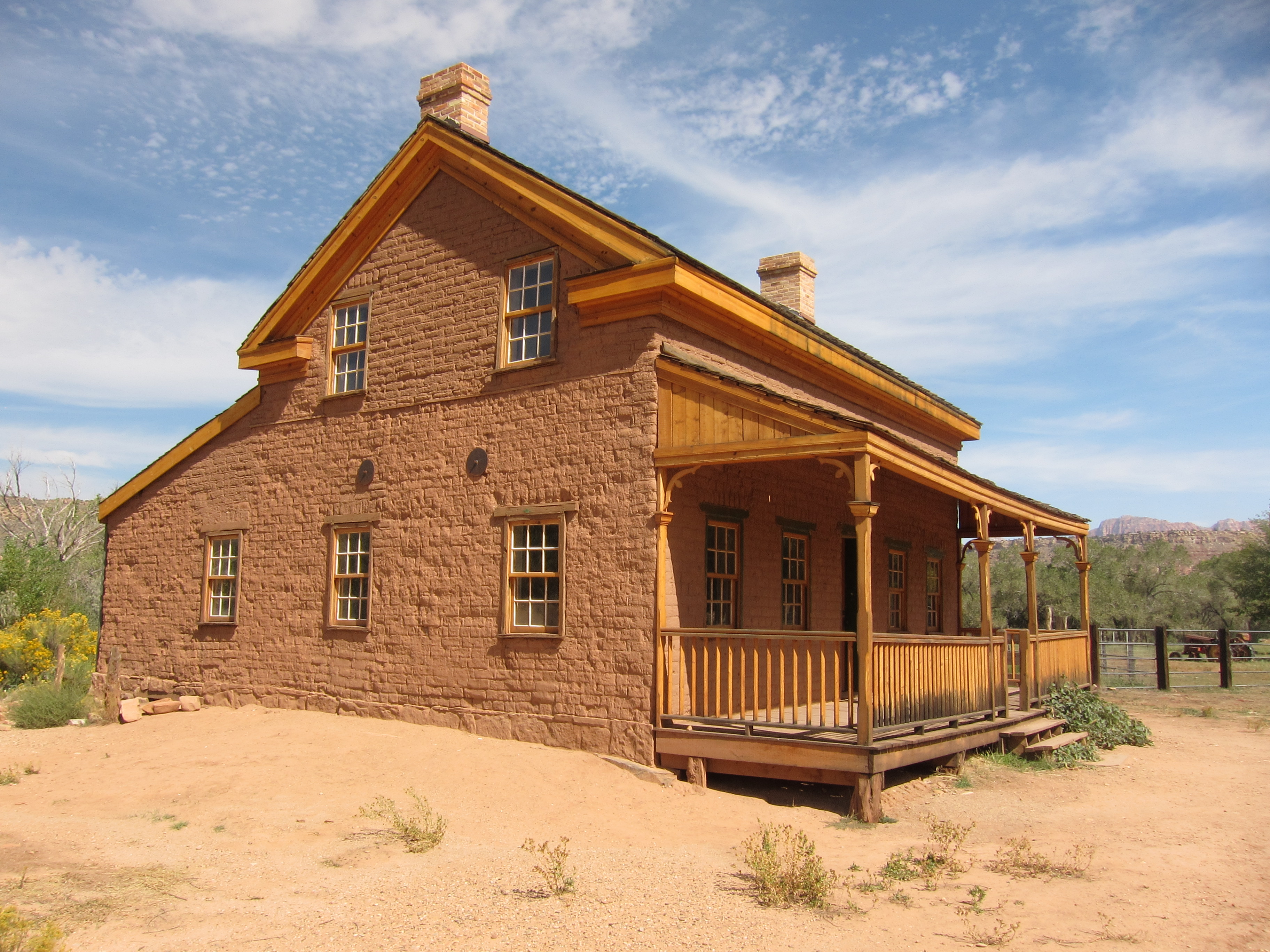
Alonzo Russell Home, construite en 1862 et habitée par la famille jusqu'en 1910. Après la mort d'Alonzo en 1910, la maison fut rachetée par son fils Frank pour $200 et une vache. La maison fut restaurée en 2004.

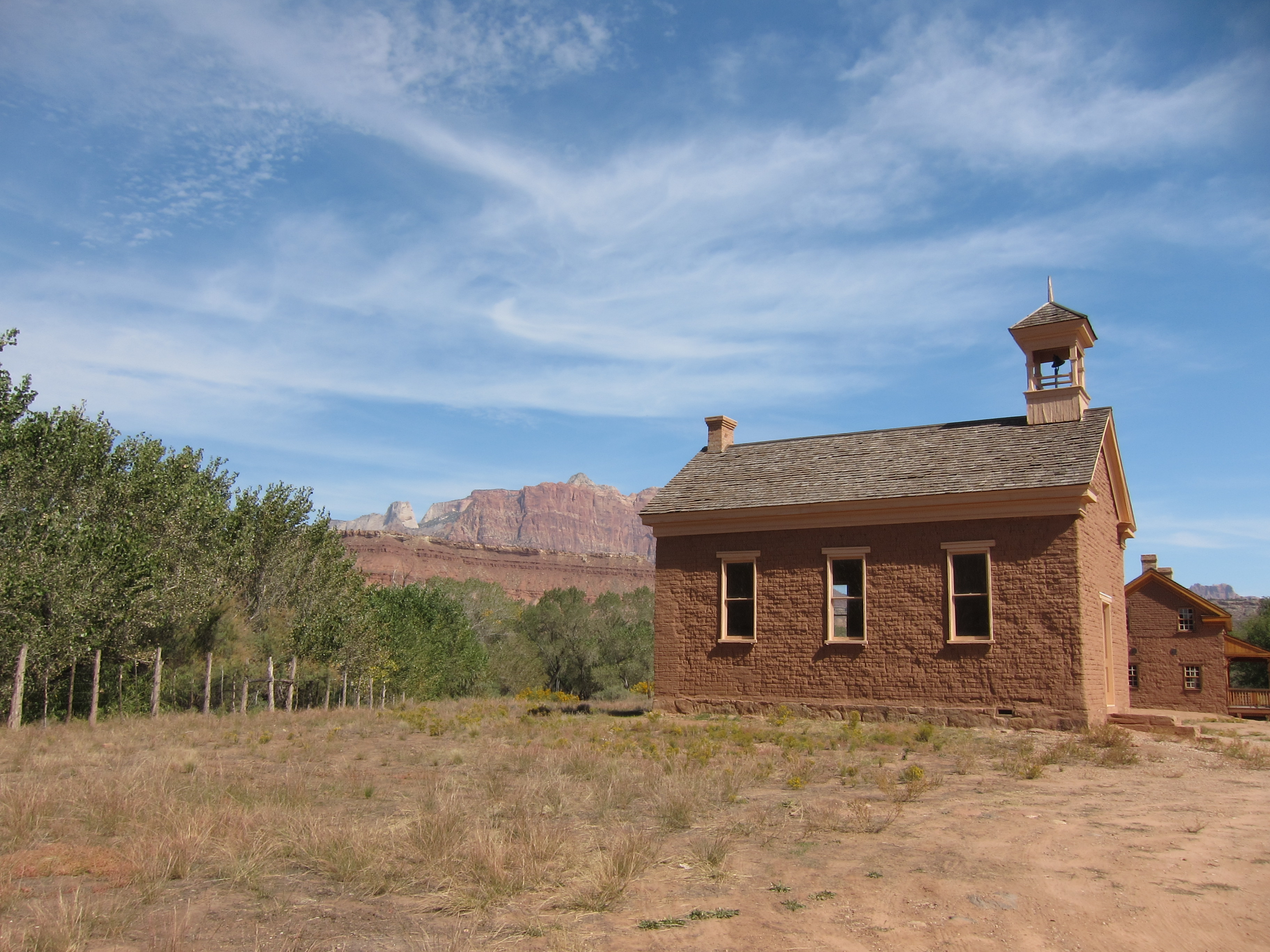
École et église de la ville, construite en 1886 et restaurée en 2000. La dernière leçon fut donnée dans cette école en 1919

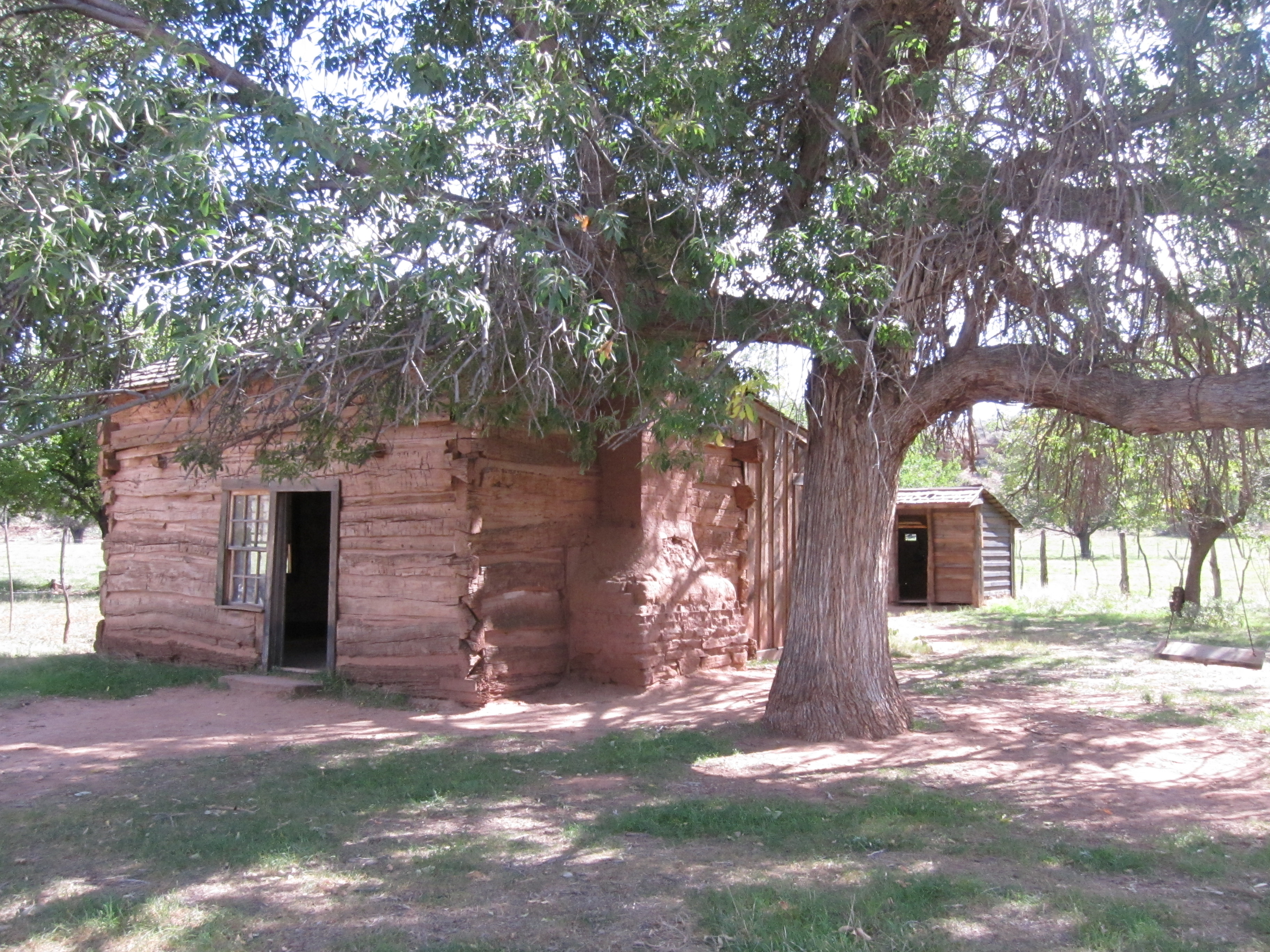
La maison Louisa Marie Russel, construite entre 1873 et 1879 par Alonzo H Russel pour sa femme Louisa.

Le site fut pour la première fois habité par des colons en 1859 à la suite d'un projet de culture du coton dans le sud de l'Utah. Un groupe de colons conduits par Nathan Tenney fondèrent la localité sous le nom de Wheeler. Wheeler sera totalement effacée des cartes le 8 janvier 1862 à la suite d'une crue de la rivière Virgin. La localité fut reconstruite un peu plus haut et fut renommée New Grafton d'après Grafton (Massachusetts).
La localité s'agrandit assez bien les premières années. 28 familles d'agriculteurs y vivaient en 1864. Ces derniers creusèrent des canaux d'irrigation et plantèrent des vergers. La localité devient le siège du comté de Kane de janvier 1866 à janvier 1867 mais une modification des limites des comtés plaça la localité dans le comté de Washington.
Les inondations n'étaient pas le seul problème des agriculteurs. La rivière charrie dans la région d'énormes quantités d'argile qui se déposent dans les canaux. Ces derniers devaient être très régulièrement dragués pour être libérés. La localité était assez isolée et le déclenchement d'une Guerre des Black Hawk en Utah (1866) causa le départ de nombreux habitants avant que la population ne fut totalement transférée à Rockville.
De nouvelles inondations chroniques découragèrent le retour des habitants. En 1890, seules quatre familles y résident encore. La vie de la localité sera considérée comme terminée en 1921 lorsque l'église locale mormone de la localité ferma ses portes. Le dernier habitant quitte Grafton en 1944 et la ville devient alors fantôme.

## Cimetière
Peu de personnes furent enterrées dans le cimetière de Grafton entre 1862 et 1924. Cependant, 1866 semble être l’année la plus noire pour la population de la ville. Il semble qu'au total entre 74 et 84 tombes aient été creusées dans le cimetière mais beaucoup de pierres tombales manquent.
| Nom                   | Age | Date Deces | Cause                                 |
| --------------------- | --- | ---------- | ------------------------------------- |
| John William York     | 10  | 1866-01-18 | Diphtérie                             |
| Asa Uriah York        | 3   | 1866-01-25 | Diphtérie                             |
| James Jasper York     | 5   | 1866-01-25 | Diphtérie                             |
| Frances Ann Field     | 7   | 1866-02-09 | Diphtérie (Fille)                     |
| Sarah Ann Brook Field | 37  | 1866-02-09 | Diphtérie (Mère)                      |
| Sarah Ellen Field     | 5   | 1866-02    | Diphtérie(Fille)                      |
| Loretta A. Russel     | 14  | 1866-02-15 | Accident - Balançoire cassée          |
| Elizabeth H. Woodbury | 13  | 1866-02-15 | Accident - Balançoire cassée          |
| Robert M. Berry       | 24  | 1866-04-02 | Tué par les indiens                   |
| Isabella Hales Berry  | 20  | 1866-04-02 | Tuée par les indiens(Femme de Robert) |
| Joseph S. Berry       | 22  | 1866-04-02 | Tué par les indiens(Frère de Robert)  |
| George Judson Andrus  | 1   | 1866-08-4  | Scarlatine                            |
| Medora Andrus         | 0.5 | 1866-09-1  | Scarlatine                            |
| Else Marie Bybee      | 45  | 1866       | Inconnu                               |

La tombe des Berry nous rappelle un temps ou il n’était pas sûr de se balader entre les villes. Quand l’état de l'Utah fut fondé, le haut de la rivière Virgin était habité par les indiens. Les deux peuples occupaient les mêmes régions pour la disponibilité de l'eau et d'autres diverses ressources. En décembre 1865, des indiens de la tribu Najavo, au sud le la rivière Colorado, volent les chevaux et les vaches à Kanab et Paria. En janvier 1866, deux fermiers sont tués dans la région de Pipe Springs. À la suite de cet incident, une milice de Mormons massacre une tribu près de Pipe Springs. En réponse à cela, des natifs américains tuent les Berry. Les Berry étaient en route vers leur ville de Berryville, connue maintenant sous le nom de Glendale, près de Colorado City.

## Restauration
En juin 1997, le Grafton Heritage Partnership a été mis sur pied pour protéger, préserver et restaurer le site de Grafton. La vieille église, Russell Home, Louisa Foster Home, la clôture de Berry dans le cimetière et la maison de John Wood ont été restaurés grâce à la collaboration d'anciens résidents de Grafton, de la Utah State Historical Society, de la BLM et de la Division Histoire de l'État d'Utah. 
De nouvelles fenêtres, portes, toitures et autres améliorations structurelles ont été réalisés pour représenter la période à laquelle ils ont été construits. De plus, on a acheté 61 ha de terres agricoles pour effectuer des opérations agricoles de manière améliorer l'apparence de l'agriculture. Le site est sous surveillance 24 heures sur 24. Le partenariat est actuellement à la recherche d'un concierge pour superviser la préservation de la ville.

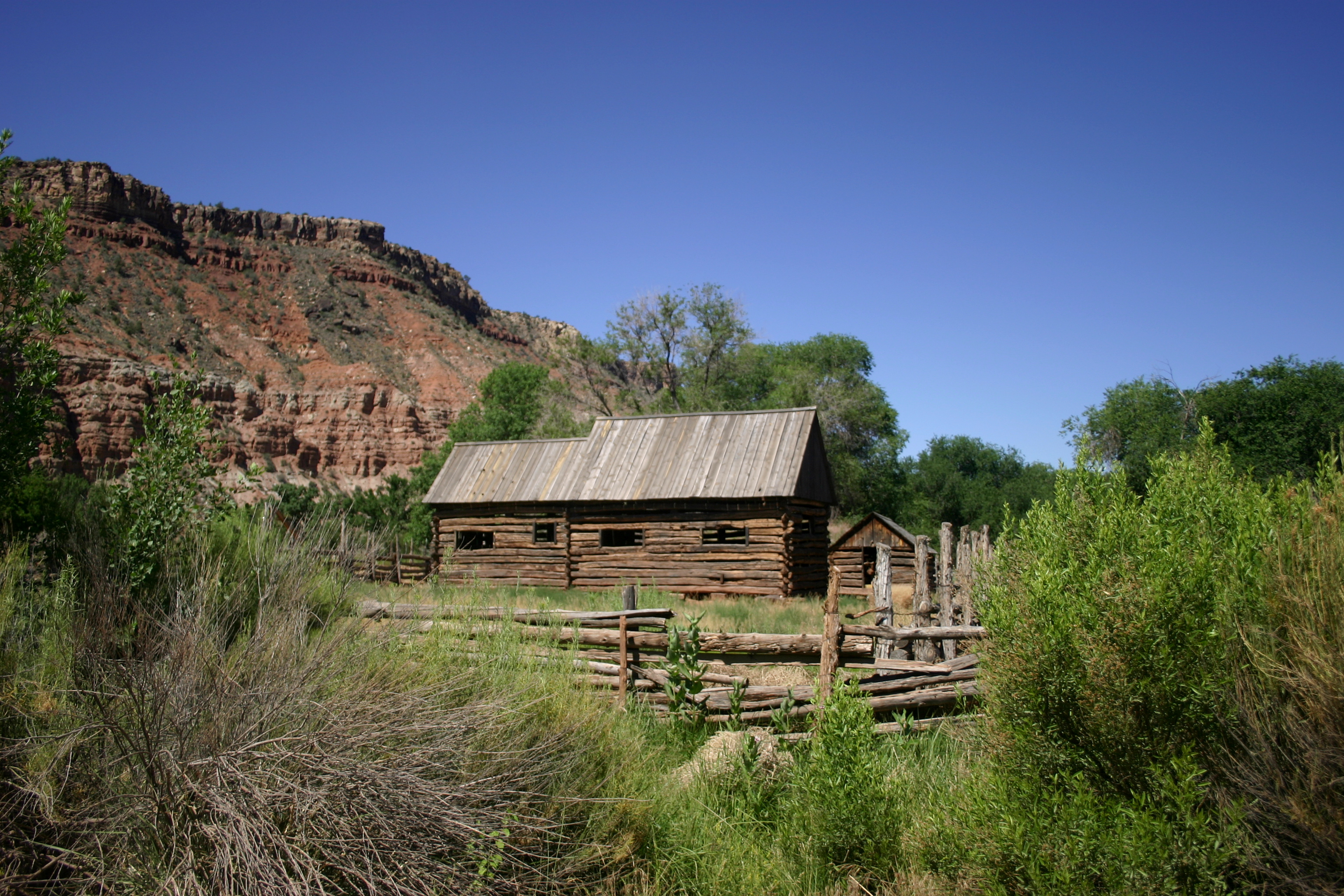
Ancienne grange et corral à Grafton.